# Национална библиотека на Полша
Национална библиотека на Полша (на полски: Biblioteka Narodowa МФА [ˌbʲiblʲjɔˈtɛka narɔˈdɔva]) е полската централна библиотека, под юрисдикцията на Министерството на културата на националното наследство на Република Полша.
В библиотеката се намират книги, списания, електронни и аудиовизуални публикации, публикувани в Полша, както и полоника, публикувани в чужбина. Тя е най-значимата научна библиотека за хуманитарни науки, освновен архив на полската писмена култура и национален център за библиографска информация. Освен това тя играе важна роля като научна база и е важен методологически център за полските библиотеки.
Провежда издателска дейност – публикува книги и оценявани научни списания: „Polish Libraries“, „Rocznik Biblioteki Narodowej“ и „Notes Konserwatorski“.
Националната библиотека получава екземпляр от всяка книга, публикувана в Полша, в рамките на системата за задължителен екземпляр. Директор на библиотеката е Томаш Маковски.

## История
Историята на Националната библиотека започва през 18 век (Библиотека Залуски). По силата на постановление на Сейма от 1780 г. библиотеката имала право задължително да получава екземпляр от всяка книга, издадена на територията на тогавашната полска държава. Колекцията на Залуски е конфискувана от армията на руската царица Екатерина II след втората подялба на Полша и е изпратена в Санкт Петербург, където книгите стават част от колекцията на Императорска публична библиотека при създаването ѝ през 1795. Части от колекцията са увредени или разрушени при изнасянето от библиотеката и пренасянето им в Русия, много други са откраднатаи.
Когато Полша възвръща независимостта си през 1918 г., няма централна институция, която да играе роля на национална библиотека. На 24 февруари 1928 с постановление на президента Игнаци Мошчицки е създадена Националната библиотека в настоящия ѝ вид. Тя е отворена през 1930 г. и първоначално притежава 200 хиляди тома. Първият ѝ директор е Стефан Демби, наследен през 1934 г. от Стефан Вртел-Виерчински. Големината на библиотечната колекция значително се увеличила. Например през 1932 г. президентът Мошчицки дарил на библиотеката всички книги и ръкописи от Музея в двореца във Виланов, около 40 хиляди тома и 20 хиляди рисунки от колекцията на Станислав Костка Потоцки.
Първоначално библиотеката не разполага със собствено седалище. По тази причина колекциите били съхранявани на няколко места. Основната читалня се намирала в новопостроената сграда на библиотеката на Варшавския икономически университет. През 1935 г. специалните колекции са преместени в двореца на Потоцки във Варшава. Планирано е изграждането на нова сграда за библиотеката на мястото на днешното Поле мокотовские, в планирания монументален „Правителствен квартал“. Построяването ѝ е предотвратено от избухването на Втората световна война.
Преди Втората световна война, библиотеката разполагала с:
- 6,5 милиона книги и списания от XIX и XX в.
- 3000 старопечатни книги
- 2200 инкунабули
- 52 000 ръкописа
- карти, икони и партитури

През 1940 г. нацистките окупатори превърнали Националната библиотека в Регионална библиотека на Варшава и я разделили както следва:
- Отдел на книги за германци (разположен в сградата на Варшавския университет)
- Ограничен отдел, в който се намирали книги, недостъпни за читатели (разположен в основното седалище на библиотеката – Варшавския икономически университет)
- Всички специални колекции от различни варшавски офиси и институции (намиращи се в Двореца на Републиката) Дворец на Крашински

През 1944 г. специалните колекции са подпалени от окупаторите нацисти като част от репресиите след Варшавското въстание, унищожени са 80 000 старопечатни книги, включително безценни полоника от периода XVI-XVIII в., 26 000 ръкописа, 2500 инкунабили, 100 000 рисунки и графики, 50 000 партитури и театрални материали. Смята се, че от около 6 милиона тома в големите варшавски библиотеки през 1939 г., 3,6 милиона тома са загубени по време на Втората световна война, голяма част от тях принадлежащи на Националната библиотека.
Библиотеката възобновила дейността си през 1945 г. В Полша са върнати томовете, изнесени в Германия и Австрия, както и оцелелите части от колекциите на библиотеките на Крашински и Пшезджиецки. През 1959 г. от Канада са върнати Проповеди на Светия кръст, Флориански псалтир и ръкописи на Фредерик Шопен.
През 1962 – 1976 г. на ул. Aleja Niepodległości 213 е построен нов комплекс сгради.

## Колекции
Към настоящия момент колекцията на Националната библиотека е една от най-богатите в Полша. Сред повече от 8 500 000 единици в хранилищата в края на 2016 г. се намират повече от 162 000 печатни тома, издадени преди 1801 г., повече от 26 000 ръкописни единици (сред които повече от 7000 музикални ръкописа), повече от 120 000 печатни музикални единици и 485 000 графични издания.
В библиотеката се намират и фотографии и други графични документи, повече от 130 000 атласа и карти, повече от 2 000 000 единици документи за обществения живот и повече от 2 000 000 книги и 1 000 000 заглавия списания от XIX и XXI в.
Забележителни предмети в колекцията са 151 листа от Супрасълския сборник, който е вписан в регистъра на програмата на UNESCO Паметта на света през 2007 г. като признание за неговото наднационално и надрегионално значение.
През 2012 г. библиотеката подписа договор за добавянето на 1,3 милиона полски библиографски записа в WorldCat.